# Karapınar (Landkreis)
Karapınar ist ein Landkreis der türkischen Provinz Konya. Seit einer Gebietsreform 2014 ist er flächenmäßig deckungsgleich mit der gleichnamigen Gemeinde (Belediye). Alle früheren Dörfer (Köy) sind jetzt Ortsteile (Mahalle) der Gemeinde. Die Stadt liegt etwa 100 Kilometer östlich der Provinzhauptstadt Konya.
Der Landkreis liegt im Osten der Provinz Konya. Er grenzt im Westen an die Kreise Çumra und Karatay, beide ebenfalls in der Provinz Konya. Im Norden grenzen die Landkreise Eskil und Aksaray, beide in der Provinz Aksaray an; im Nordosten grenzt er an Emirgazi, im Osten an Ereğli, beide Provinz Konya und im Süden an die Provinz Karaman mit den Landkreisen Karaman und Ayrancı.

## Name
Karapınar bedeutet auf Deutsch so viel wie schwarzer Brunnen oder schwarze Quelle. Unter Sultan Süleyman dem Prächtigen erhielt 1500 die ursprünglich griechische Stadt den Namen Sultâniye. 1934 wurde unter Atatürk im Rahmen der Türkisierungspolitik der Name der Stadt in Karapınar geändert. Der Landkreis trug immer den Namen der Kreisstadt. Weiteres zum Namen siehe dort.

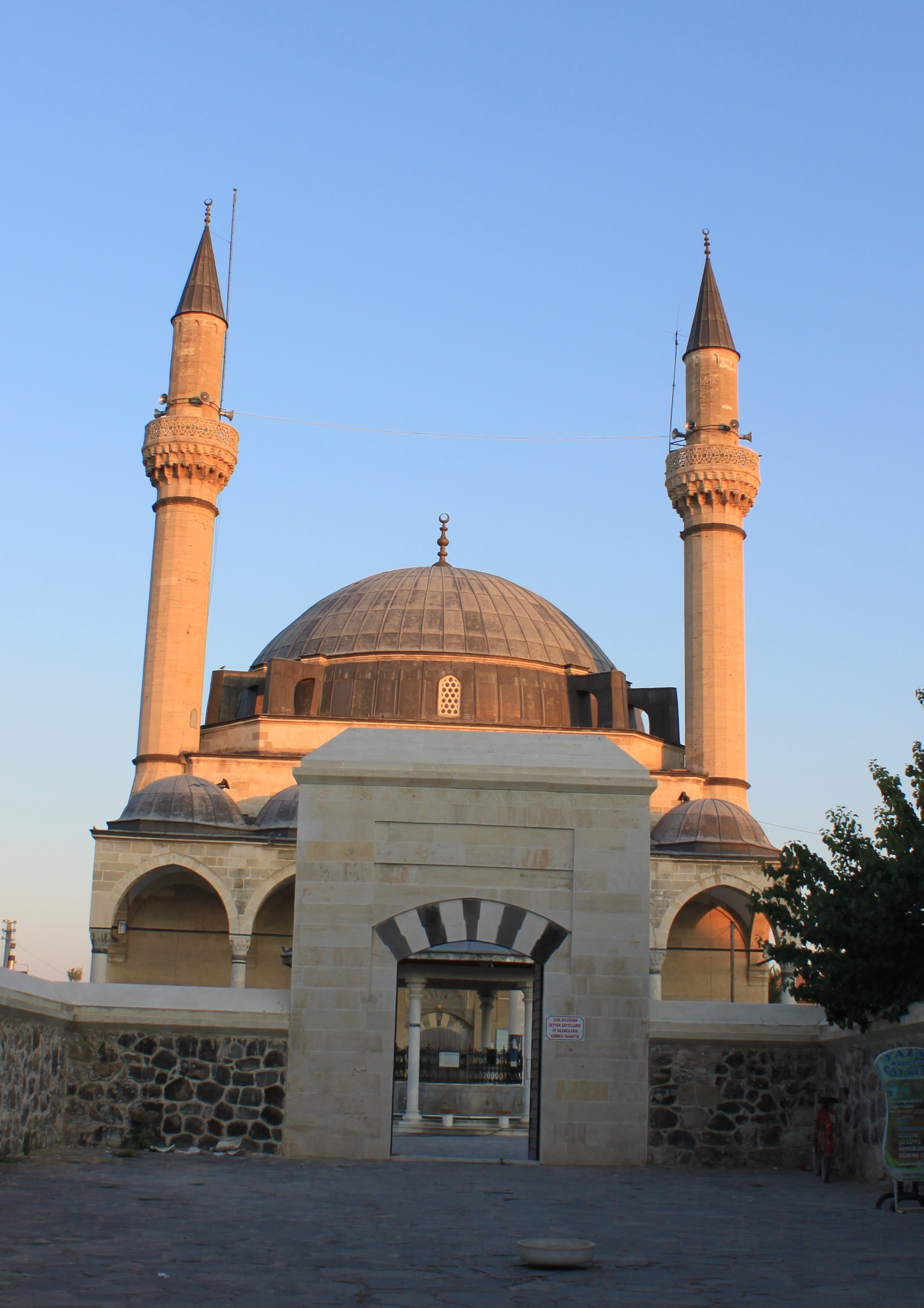
Karapınar; Selimiye Külliyesi; Sultan Selim Moschee von 1563

## Gliederung
Da das Kreisgebiet über 2.100 km² groß ist, gibt es 16 Dörfer, die jetzt zu Stadtteilen (türkisch: Mahalle) geworden sind. Große Teile des Landes sind unbewohnt, vor allem die Gegend im Norden und in der Mitte des Landkreises. In der eigentlichen Stadt Karapınar wohnten 2019 38.009 Einwohner.
| Name        | Einwohner | Lage         | km zur Kreisstadt |
| ----------- | --------- | ------------ | ----------------- |
| Akçayazı    | 694       | im Westen    | 30                |
| Akören      | 564       | im Nordosten | 49                |
| Çiğil       | 60        | im Süden     | 41                |
| Hasanoba    | 243       | im Südwesten | 33                |
| Hotamış     | 1.859     | im Südwesten | 26                |
| İslik       | 1.078     | im Südwesten | 33                |
| Karakışla   | 246       | im Südwesten | 39                |
| Kayalı      | 2.427     | im Norden    | 27                |
| Kayacık     | 374       | im Westen    | 37                |
| Kazanhüyüğü | 207       | im Osten     | 23                |
| Kesmez      | 1.741     | im Osten     | 19                |
| Küçükaşlama | 213       | im Westen    | 47                |
| Ortaoba     | 531       | im Westen    | 60                |
| Oymalı      | 319       | im Osten     | 40                |
| Sazlıpınar  | 1.028     | im Westen    | 38                |
| Yağmapınar  | 152       | im Nordosten | 24                |
| Yenikuyu    | 233       | im Süden     | 41                |

Alle Zahlen von 2019.

## Geschichte
Der Kreis Karapınar entstand 1846 nach einer Verwaltungsreform im Osmanischen Reich und war Teil des Vilâyet Konya und des Sandschaks Konya. Die Grenzen des Landkreises blieben – von kleineren Korrekturen abgesehen – seitdem ungefähr gleich. Seit der Verwaltungsreform 2014 ist der Landkreis direkt dem Oberbürgermeister von Konya unterstellt und somit verwaltungstechnisch Teil der Großstadt Konya (türkisch: Konya Büyükşehir Belediyesi). Der Bürgermeister von Karapınar wurde zum Muhtar herabgestuft.

## Geographie

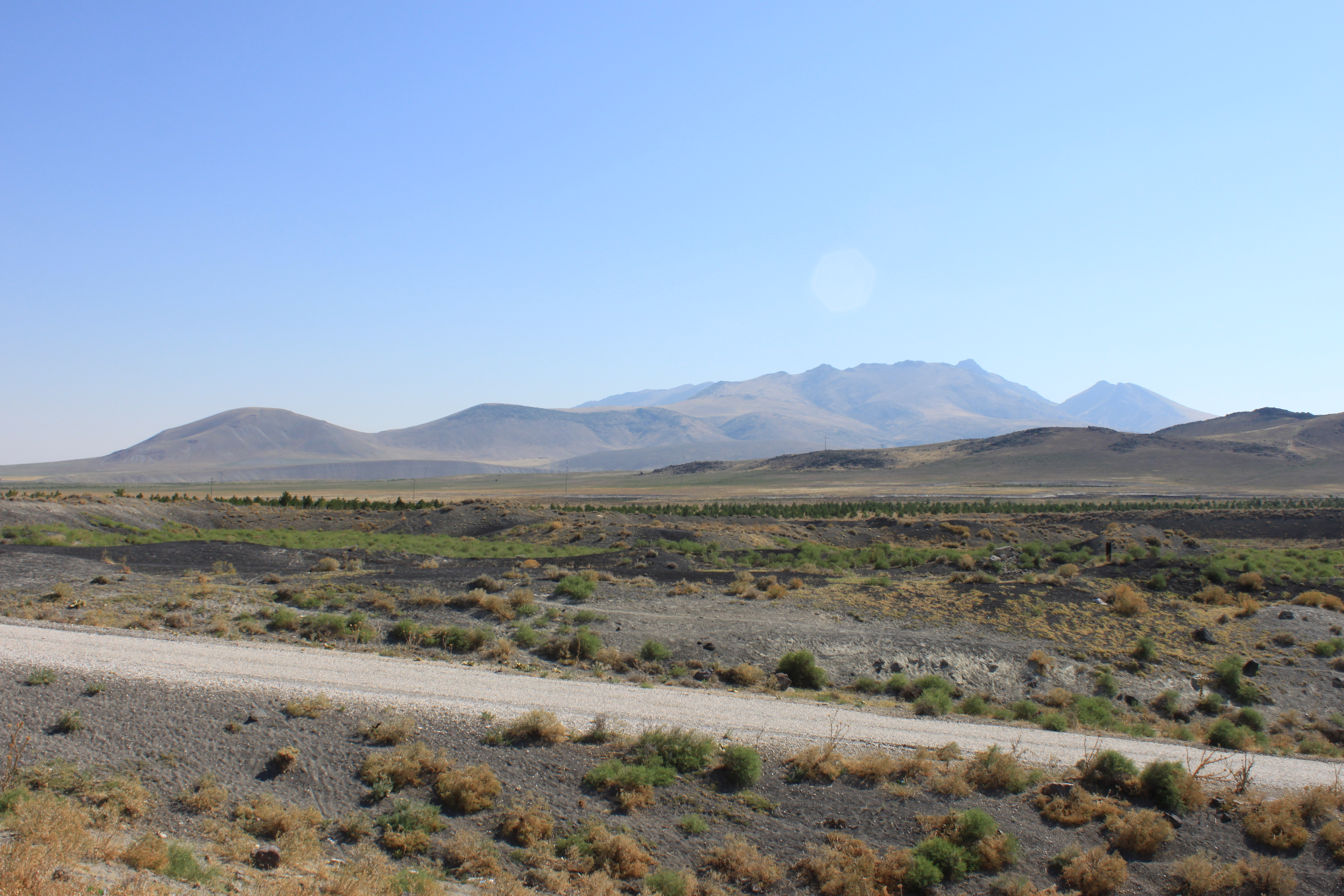
Karapınar; Blick nach Osten auf Karacadağ-Berge (2.030 m), ein vulkanisches Kratergebirge

Der Landkreis lässt sich grob in drei Teile gliedern.
Der flache Norden gehört zur Hochebene Obruk Platosu, auch Obruk Yaylası, auf Deutsch Dolinenhochland, genannt. Sie liegt zwischen 950 m und 1.050 m Höhe und weist keine nennenswerten Erhebungen auf. Das Gebiet ist von Dolinen geprägt, die auch teilweise mit Wasser gefüllt sind. Am größten ist der Çıralı Gölü (Çıralı Obruğu), circa 29 km nördlich von Karapınar. Die Doline hat einen Durchmesser von ca. 228 m und ist etwa 140 m tief. Ungefähr zwanzig Kilometer südlich von Kızören bei dem Dorf Çukurkuyu finden sich noch eine große Anzahl von Dolinen. Der Prozess der Dolinenbildung dauert bis heute an; in den letzten 30 Jahren entstanden neunzehn neue Dolinen. Die letzte große Doline bildete sich 2004.

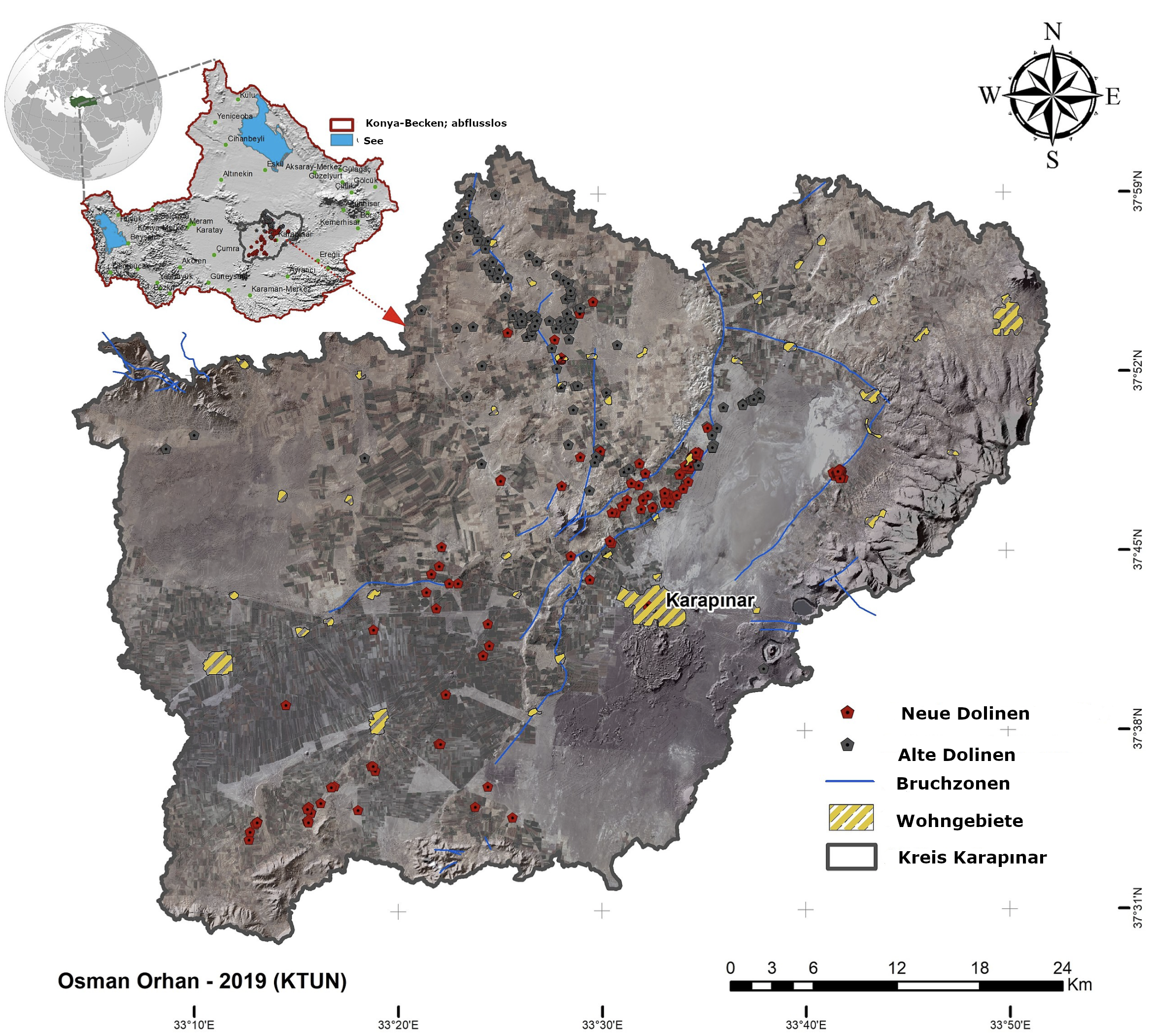
Dolinenkarte des Kreises Karapınar.

Der Westen ist Teil der Ebene von Konya (türkisch: Konya Ovası), eine ohne künstliche Bewässerung trockene Hochebene, die durch das kleine Bergmassiv des Hodulbaba Dağı (1.734 Meter hoch) von der Obruk Yaylası abgegrenzt wird. Ungefähr südlich der D 330 ist das bewässerte Land fruchtbar; nördlich der Straße befinden sich salzige Steppen und Salzsümpfe. Im Süden des Landkreises liegt der Bataklık Gölü (deutsch: Sumpfsee), auch Hotamış Gölü genannt, eine ungefähr 35 km lange und bis zu 7 km breite Salzpfanne, die in der Regenzeit mit Wasser gefüllt ist. Unmittelbar am Stadtrand von Karapınar breitet sich nordöstlich eine ca. 10 km² große Salzpfanne aus. Vier Kilometer östlich der Stadt findet man zwei bedeutende Kraterseen, den Acı Göl (auf Deutsch: Bittersee, da das Wasser ungenießbar ist) und den Meke Gölü. In diesem Bereich hat die Landschaft ausgesprochenen Wüstencharakter, die Einheimischen sprechen auch von der „türkischen Wüste“.
Der südöstliche Teil des Landkreises gehört zur Hochebene von Ereğli (türkisch: Ereğli Ovası), die durch den Karacadağ, einen bis zu 2.030 m hohen vulkanischen Bergzug, von der Konya-Hochebene getrennt ist. Diese Landschaft ist ebenfalls sehr trocken und wird im großen Teil von dem Salzsee Akgöl (deutsch: Weißer See; wegen der Salzkruste) geprägt, der außer in der Regenzeit trocken liegt. Zwischen Karapınar und Ereğli befindet sich südlich der Straße die einzige Sandwüste der Türkei. In diesem Bereich liegen die Barkhan-Dünen, die sich auf 40 km² erstrecken. Sie sind 40 – 45 m hoch, 50 – 60 m breit, 250 – 300 m lang und sichelförmig. Das Gebiet wird auch Satanswüste (türkisch: Kum Şeytanı) genannt. An vulkanischen Erhebungen sind der Osmancık Dağı mit 1281 Metern und der Büyük Meke Dağı mit 1280 Metern erwähnenswert. Da der Landkreis weitgehend baum- und strauchlos ist, ist die Erosion durch Wind ein sehr großes Problem.

## Geologie

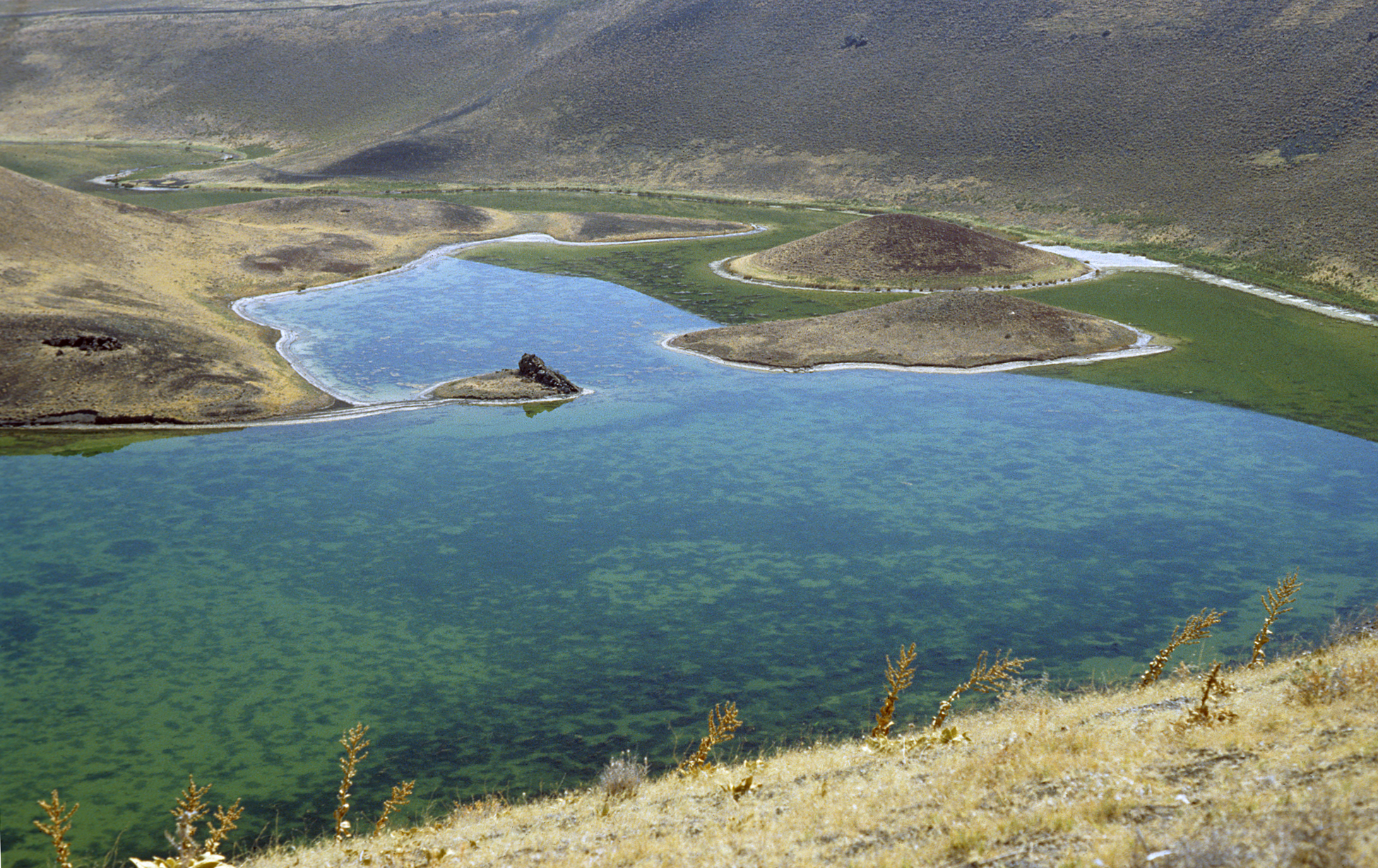
Kratersee Meke Gölü

Der heutige Landkreis war im späten Pleistozän ein See. Die Oberfläche ist also der ehemalige Seeboden und besteht aus lockeren Sedimenten, die leicht vom Wind abgetragen werden. Im Norden besteht der Boden aus Kalkstein und neigt durch Auswaschungen zur Dolinenbildung. Quer durch das Gebiet zieht sich eine Kalkstein-Mergel-Schwelle. Im Süden und Osten tritt vor allem der vulkanische Charakter der Landschaft mit Ergussgesteinen sowie vulkanischen Kraterseen wie Meke Gölü und Acı Göl und Vulkanformationen wie Meke Dağı und Karacadağ auf. Im Südosten haben sich Sanddünen gebildet, die 4.000 Hektar bedecken. Sie entstanden im späten Pleistozän und Holozän durch Küstenwinde, die den Seeboden wegtrugen.
Die Böden der Region sind sehr dünn (nur 20–30 cm) und bestehen aus lehmigem Sand. Etwas tiefer liegend finden sich Lehm-Ton-Schichten. Die Böden sind reich an Kalk und Kalium und arm an organischen Stoffen und Phosphor. In weiten Teilen ist der lithosole Skelettboden vorherrschend.

## Verkehr
Durch den Landkreis verläuft ein Teil der ehemaligen Seidenstraße, die von Konya nach Adana führt, die heutige Fernstraße D-330. Sie ist auch die Hauptverkehrsader des Kreises. Ansonsten ist das Gebiet schlecht erschlossen, es gibt nur noch drei Hauptstraßen: eine führt von Karapınar nach Norden zum Tuz Gölü, eine von Karapınar nach Aksaray und eine zweigt fünf Kilometer westlich von Karapınar nach Karaman ab. Die Fernstraße D-300 von Konya nach Aksaray streift den Norden des Landkreises.

### Klima
Der Landkreis Karapınar zeigt ein typisch südliches Kontinentalklima. In den Sommermonaten Juli bis September kann die Temperatur bis 30 °C erreichen, während in den Wintermonaten Dezember, Januar und Februar kaum 10 °C Höchsttemperatur erreicht werden und mitunter mit hartem Frost und starkem Schneefall gerechnet werden muss. Der 20-Jahres-Durchschnitt der Temperatur beträgt 10,9 °C.
Der heißeste Monat ist der Juli mit einer Durchschnittstemperatur von 20 °C, der kälteste ist der Januar mit 0 °C. Weitere Angaben siehe unter Karapınar Klima.
Der geringe Niederschlag fällt in den Monaten Oktober bis Mai; Juli, August und September sind extrem trocken; in diesen Monaten fallen durchschnittlich nur 15 mm Regen. Die durchschnittliche jährliche Regenmenge beträgt nach 29 Jahren Messung nur 279,5 mm., wobei die Regenmenge im Laufe der Jahre immer mehr abnahm (2008 nur noch 232 mm) und die Temperaturmittelwerte immer weiter ansteigen. Beim Landkreis Karapınar handelt es sich um das trockenste Gebiet der Türkei.
Der Landkreis ist eine der aktivsten Windzonen in der Türkei; im Mittel weht der Wind mit 3 m/s. Die Winde können bis zu 110 km/h erreichen, so dass vor allem im Norden und Nordwesten regelrechte Sandstürme entstehen können.
| Monat     | durchschnittl. Windgeschwindigkeit in m/s | höchste Windgeschwindigkeit in m/s |
| --------- | ----------------------------------------- | ---------------------------------- |
| Januar    | 2,97                                      | 27,3                               |
| Februar   | 3,21                                      | 29,0                               |
| März      | 3,36                                      | 28,8                               |
| April     | 3,31                                      | 32,7                               |
| Mai       | 2,66                                      | 23,1                               |
| Juni      | 2,92                                      | 23,0                               |
| Juli      | 3,23                                      | 20,2                               |
| August    | 3,09                                      | 28,0                               |
| September | 2,46                                      | 32,0                               |
| Oktober   | 2,34                                      | 19,8                               |
| November  | 2,61                                      | 21,8                               |
| Dezember  | 2,86                                      | 27,7                               |

## Flora und Fauna

### Flora
Die Vegetation ist der trockenen und wüstenähnlichen Bodenstruktur angepasst. Bäume fehlen fast vollständig, Büsche sind selten und klein. Die Hochebenen sind nur schwach bewachsen. Um die starke Winderosion zu stoppen, wurden seit den 1960er Jahren Baumschutzgürtel errichtet, vor allem mit Ölweidengewächsen (Elaeagnaceae), Robinien (Robinia pseudoacacia), Eschen (Fraxinus) und Ahorn; es wurden auch Teesträucher als Windschutz angepflanzt. Als typische Pflanzen wachsen hier der Zahnbürstenbaum (Salvadora persica), Wacholder, Nelken, Lavendel, Wicken, Mariendisteln (Silybum marianum), Königskerzen (Verbascum nudicaule und Verbascum suworowianum), sowie Buchweizen und Thymian. Im Süden sind Salbei (Salvia Cryptantha), Tragant (Astragalus micracophalus), der Alhagistrauch (Alhagi maurorum) und die Schwarzraute (Artemisia genipi) zu finden.
Ein weiteres Aufforstungsprogramm findet im Landschaftsschutzgebiet um den Meke Gölü statt.

### Fauna
Das Gebiet ist ein besonders wichtiges Vogelreservat, es wurde zum Ramsar-Schutzgebiet erklärt. Allerdings ist der Bestand vieler Vogelarten durch die zunehmende Umweltverschmutzung – vor allem durch Plastikabfälle – stark gefährdet. Vor allem an den Hängen des Karacadağ leben zahlreiche Vogelarten wie Turmfalken, Dohlen, Felstauben, Blauracken (Coracias garrulus) sowie die sehr seltenen Adlerbussarde (Buteo rufinus) und Schmutzgeier (Neophron percnopterus).

## Wirtschaft
Die meisten Bewohner des Landkreises sind in der Landwirtschaft tätig. Angebaut werden vor allem Getreide, Mais, Kartoffeln, Zuckerrüben und Futtermittel, meist mit künstlicher Bewässerung. In den 1950er und -60er Jahren war Karapınar bekannt für seinen Weizenanbau und die Schafzüchtung. Ab 1962 sank jedoch die Produktion wegen der Bodenerosion und -versalzung enorm. Die Viehhaltung ist extensiv; vor allem Schafe und Ziegen. Auf Grund der schlechten Weiden nimmt sie immer mehr ab.
Im Kreiszentrum, der Stadt Karapınar, gibt es keine nennenswerte Industrie; verarbeitet werden Wolle und Baumwolle zu Teppichen, Vorhängen und Stoffen.
Im Nordosten der Stadt entsteht seit 2014 die größte Photovoltaik-Freiflächenanlage der Welt mit einer geplanten installierten Leistung von 4.400 kWp, das Karapınar Yenilenebilir Enerji Kaynak Alanı, YEKA (deutsch ungefähr: Park für erneuerbare Energie in Karapınar). Die Anlage erstreckt sich auf einer Fläche von 82.500 m² und soll jährlich 7.181.600 kWh produzieren. Die Baukosten stiegen von prognostizierten 1 Milliarde US-Dollar auf mittlerweile über 1,5 Milliarden US-Dollar. Die erste Einspeisung von Energie aus einem Teilbereich der Anlage begann am 15. Juli 2020.
Erwähnenswerte Bodenschätze sind Salze, Pottasche und Braunkohle. Der Abbau von Salzen und Pottasche – im 19. Jahrhundert noch üblich – ist nicht mehr lohnend. Eine große Anzahl an Mineralien finden sich um Karapınar, vor allem Kali, Blödit Na2Mg[SO4]2·4H2O, Calcit (Ca[CO3]), Eugsterit, Gips (Ca[SO4]·2H2O), Glauberit (CaNa2[SO4]2), Halit („Steinsalz“ NaCl), Nesquehonit (ein Magnesiumcarbonat MgCO3·3 H2O), Sepiolith („Meerschaum“ Mg8[(OH)2|Si6O15]2·(4+8)H2O) und Thénardit (α-Na2[SO4]).
Die Braunkohleflöze im Landkreis Karapınar wurden im Jahre 2006 entdeckt und belaufen sich auf ungefähr 1,833 Milliarden Tonnen. Mit 10,2 % der türkischen Gesamtvorkommen handelt sich um das zweitgrößte Braunkohlelager in der Türkei. Es liegt im Süden des Landkreises in der Nähe des Dorfes Atış Poligonu. Die Flöze liegen in 138 m Tiefe, als Abbaumethode ist der Tagebau vorgesehen. Der Heizwert der Braunkohle ist relativ niedrig – 5,75 MJ/kg – sie enthält 46 – 49 % Feuchtigkeit, 19 – 22 % Asche und 2 – 3,5 % Schwefel. Trotzdem plant die türkische Regierung die Braunkohleverstromung in der Stadt Karapınar in einem Fünffachkraftwerk mit einer Nennleistung bis zu 5000 MW (je Anlage 1000 MW). Etwa sieben bis acht Milliarden US-Dollar sollen investiert werden. Bis 2020 wurden nur Probebohrungen durchgeführt, das Projekt soll noch überprüft werden und ruht zurzeit (2020).

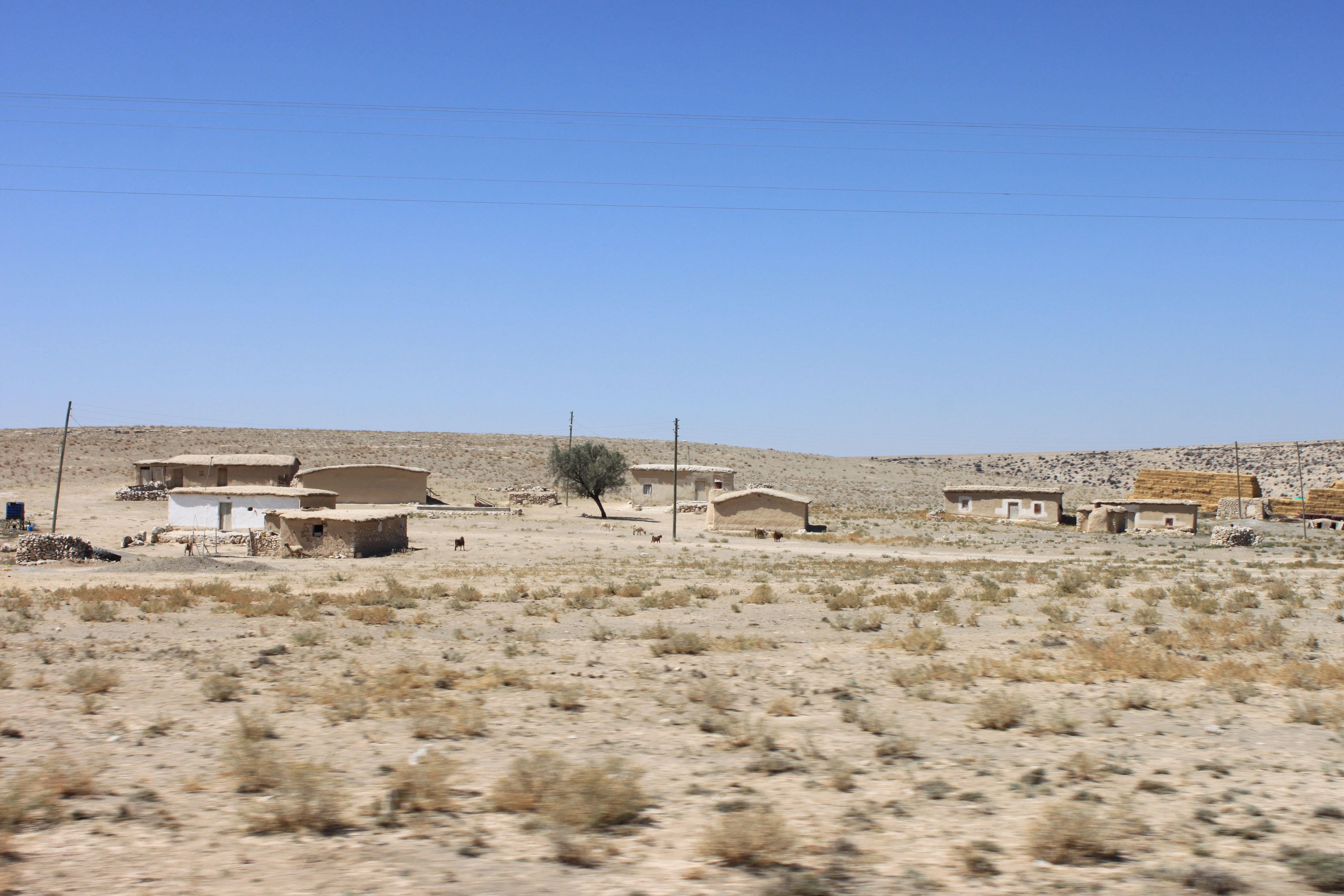
Das Dorf Çıralı liegt in einer wüstenähnlichen Landschaft nördlich der Stadt Karapınar.

## Umweltprobleme

### Versalzung
Durch die zunehmende Grundwasserentnahme aufgrund des hohen Bevölkerungszuwachses in Konya und der großflächigen Bewässerung kommt es immer mehr zu einer Versalzung der Böden. In den südlichen Dörfern ist das Grundwasser bereits versalzen. Eine Besserung der Situation erhofft man sich durch Tröpfchenbewässerung und durch den Anbau geeigneterer Pflanzen. Für das eigentliche Problem, die zu große Grundwasserentnahme, wurde noch keine Lösung gefunden.
Absinkung des Grundwasserspiegels in den letzten Jahren:
| Jahr | Tiefe des Grundwassers |
| ---- | ---------------------- |
| 1996 | 67 m                   |
| 1997 | 68 m                   |
| 1998 | 68 m                   |
| 1999 | 68 m                   |
| 2000 | 70 m                   |
| 2001 | 71 m                   |
| 2002 | 72 m                   |
| 2003 | 74 m                   |
| 2004 | 74 m                   |
| 2005 | 74 m                   |
| 2006 | 76 m                   |
| 2007 | 78 m                   |
| 2008 | 81 m                   |
| 2009 | 84 m                   |

### Überweidung
Durch den Boom in den 1950er Jahren vergrößerten die Bauern ihre Herden stark, so dass die Felder überweidet wurden. Die Pflanzendecke konnte sich nicht schnell genug erneuern. Hinzu kam, dass Pflanzenmaterial, welches die Tiere nicht aßen, ausgerissen, getrocknet und als Brennstoff verwendet wurde. So kam es zu einer fortschreitenden Verschlechterung des Bodens und zu einem Futtermangel, so dass viele Bauern ihre Tiere wieder schlachten mussten. Die Überweidung ist zwar im Moment gestoppt, aber die Böden leiden nachhaltig unter den Folgen der letzten 60 Jahre. In den letzten Jahren versuchte man die Bodenqualität durch die Anpflanzung von Mandelbäumen und Akazien zu verbessern und die Erosion zu vermindern.

### Winderosion
Der durch Überweidung belastete Boden ist nicht mehr fähig, die Oberfläche zu schützen, so dass kleine lockere Partikel wie Sandkörner und Pflanzenreste, die für die Humusbildung notwendig wären, durch den Wind davon getragen werden. In den 1960er Jahren kam es zwischen Konya und Karapınar zu einer Vielzahl von Sandstürmen, die auch zahlreiche Menschenleben forderten. Seitdem wird versucht, den Boden durch Anbau geeigneter Pflanzen wie Lavendel zu stabilisieren; am Karacadağ wurden bislang 10.000 Hektar mit Pinien aufgeforstet, des Weiteren werden Windschutzgürtel aus Akazien- und Mandelbäumen, Ölweidengewächsen, Robinien, Eschen und Ahorn angelegt. Weitere Aufforstungsprogramme wurden rund um den Meke Gölü und östlich von Kesmez gestartet.

### Braunkohleabbau
Bei dem vorgesehenen Tagebau warnen Wissenschaftler vor folgenden Ereignissen:
1. Für ein Kubikmeter Kohle müssten ca. 9,4 Kubikmeter Aushub entfernt werden, davon müssten 8,4 Kubikmeter an einen anderen Ort, z. B. eine Abraumhalde transportiert werden. Der Aushub würde ein Volumen von 11,5 Milliarden Kubikmeter pro Jahr betragen, dabei würde pro Jahr 700.000 Tonnen Staub freigesetzt werden. Dieser Staub enthält toxische Substanzen wie Quecksilber, Arsen und Schwefel und würde eine Landwirtschaft in Karapınar unmöglich machen.
2. Da die Flöze unter dem Grundwasserspiegel liegen, müsste das Grundwasser abgesenkt werden. Dies wird zu einer zunehmenden Versalzung des Gebiets führen bis hin nach Konya und somit eines der wichtigsten landwirtschaftlichen Gebiete der Türkei gefährden.
Außerdem wird die Gefahr von Dolineneinbrüchen im Norden des Landkreises stark ansteigen. Schon heute bilden sich dort durch die Grundwasserabsenkung neue Dolinen.
3. Für einen Kraftwerkskomplex dieser Größe ist nicht genug Kühlwasser vorhanden, zumal die Gegend jetzt schon unter Wassermangel leidet. Den Plan der türkischen Regierung, Wasser des Göksu-Beckens in das Konya-Becken überzuleiten, halten Wissenschaftler für nicht durchführbar.
4. Durch das Kraftwerk werden 1,85 Milliarden Tonnen Kohlendioxid-Äquivalent in die Atmosphäre freigesetzt, das ist das 4,4-fache der gesamten Treibhausgasemission der Türkei im Jahre 2010. Um den Schwefel in der Kohle teilweise zu binden, werden nochmals 750.000 Tonnen Kohlendioxid freigesetzt.
5. Durch die zunehmende Umweltbelastung der Bevölkerung durch den Kohleabbau und die Verstromung werden Kosten in Höhe von 42,8 Milliarden Euro erwartet; allein durch die erwarteten 8.500 chronischen Bronchitisfälle wird ein Verlust von über vier Millionen Arbeitstagen errechnet.

## Sehenswürdigkeiten

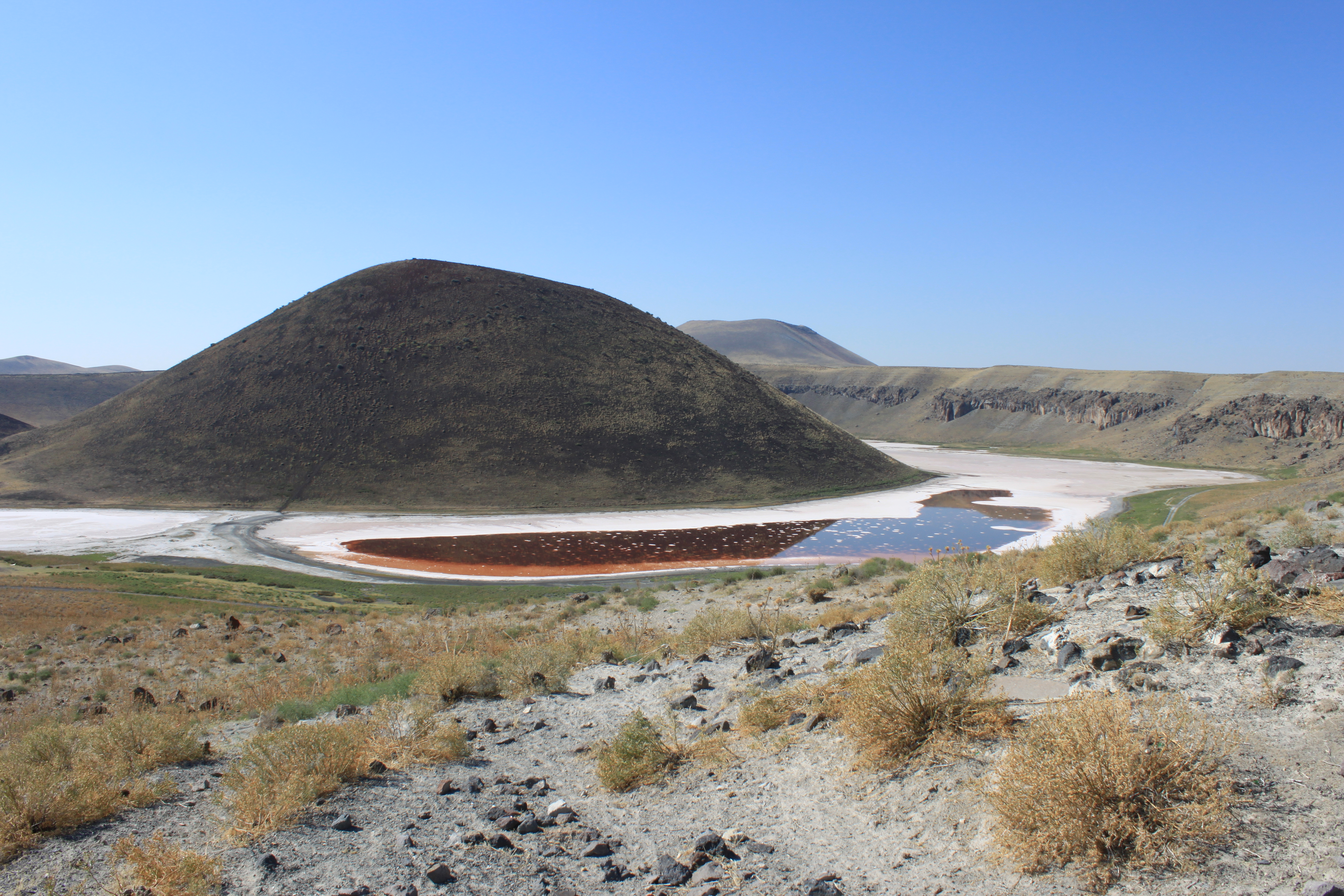
Karapınar; Meke Gölü: ringförmiger Kratersee mit zweiter Ausbruchsstelle.

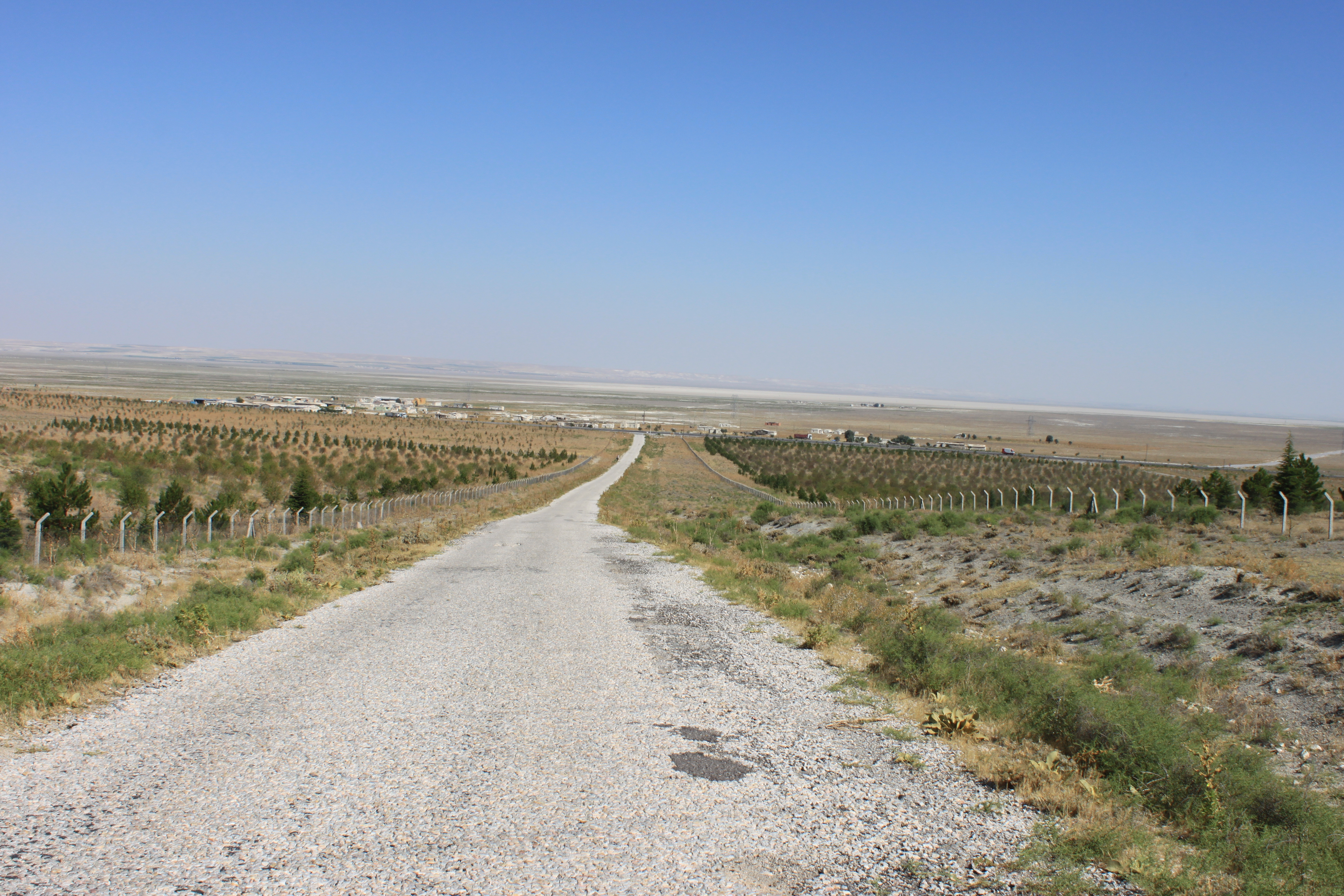
Karapınar; Blick nach Norden zum Acı Göl, einem Salzsee, der teilweise trocken liegt.

### Kultur
- Çıralı Obrugu (circa 27 km nördlich von Karapınar): römischen Ruinen und Wohnhöhlen.
- Karapınar: Die Selimiye Külliyesi, eine Anlage aus dem 16. Jahrhundert, bestehend u. a. aus Moschee, Karawanserei, Hamam und Museum. Näheres siehe dort.

### Natur
- Acıgöl (8 km östlich von Karapınar): ein salzhaltiger See in einem ehemaligen Vulkankrater.
- Akgöl (25 km östlich von Karapınar): ein großer Salzsee, teilweise trocken.
- Alanı Obruklar (bei Çukurkuyu), ein Dolinenfeld mit circa zwanzig Dolinen.
- Barkhan-Dünen (circa 20 km südöstlich von Karapınar): die einzigen Wüstendünen in der Türkei.
- Bataklik Gölü, auch Hotamiş Gölü genannt (bei Hotamiş): ein Salzsee mit Vogelschutzgebiet.
- Çıralı Gölü (circa 27 km nördlich von Karapınar): eine Riesendoline, teilweise mit Wasser gefüllt.
- Meke Dağı (9 km östlich von Karapınar): einer der größten Schlackenvulkankegel in Zentralanatolien.
- Meke Gölü (7 km östlich von Karapınar): ein ringförmiger Kratersee mit zweiter Ausbruchsstelle.
- Obruk Gölü, auch Kizören Gölü genannt (bei Kizören): größte und tiefste Doline der Region, mit Wasser gefüllt.

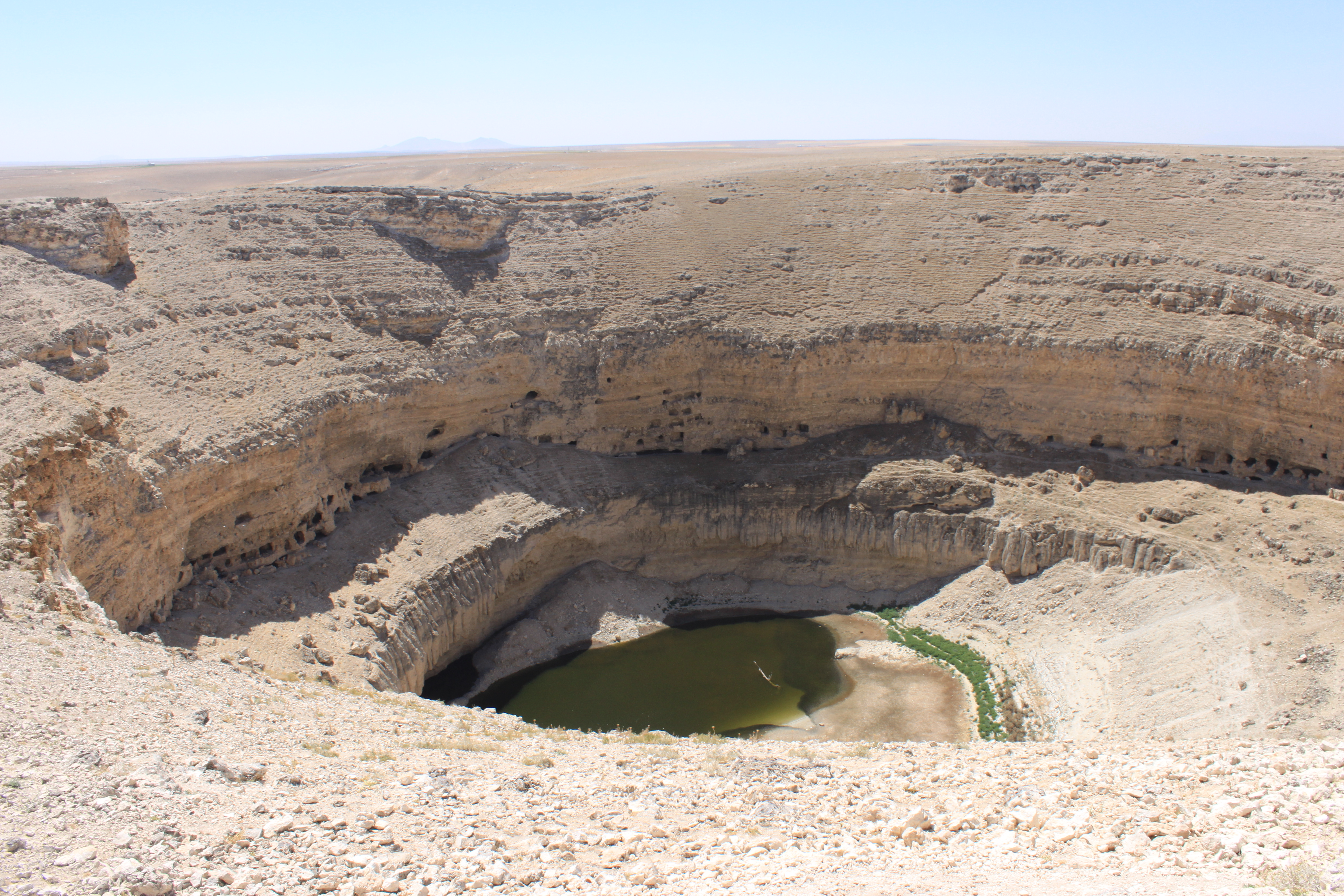
Çıralı Gölü (District Karapinar, Provinz Konya); Riesendoline, teilweise mit Wasser gefüllt.